# Папа Виталијан
Папа Виталијан (лат. Vitalianus; 27. јануар 672.) је био 76. папа од 30. јула 657. до 27. јануара 672.